# Šport u 1968.
◄◄ | ◄ | 1965. | 1966. | 1967. | 1968.  | 1969. | 1970. | 1971. | ► | ►►
Arhitektura • Astronautika • Astronomija • Biologija • Film • Fotografija • Glazba • Kazalište • Kemija • Kiparstvo • Knjige • Književnost • Kršćanstvo • Meteorologija • Medicina • Planinarstvo • Politika • Pravo • Promet • Slikarstvo • Strip • Šport • Televizija • Znanost • Zrakoplovstvo • Željeznički promet
Šport u 1968.

## Svijet

### Natjecanja

#### Svjetska natjecanja
- Od 12. do 27. listopada – XIX. Olimpijske igre – Ciudad de México 1968.

#### Kontinentska natjecanja

##### Europska natjecanja
- Od 17. do 21. lipnja – Europsko prvenstvo u nogometu u Italiji: prvak Italija

### Osnivanja
- Fortuna Sittard, nizozemski nogometni klub

## Hrvatska i u Hrvata

### Natjecanja

#### Pojedinačni športovi
- Održan zadnji Jadranski rally.[1]
- Održan prvi Istarski rally.[2]

### Osnivanja
- Zlatna pirueta

## Vanjske poveznice
|  | Zajednički poslužitelj ima još gradiva o temi Šport u 1968. |